# Obraz wotywny Jana Očka z Vlašimi
Obraz wotywny Jana Očka z Vlašimi – gotyckie przedstawienie namalowane około 1370 roku przez nieznanego artystę czeskiego. Niewątpliwie autor działał na dworze cesarza i króla czeskiego, Karola IV Luksemburskiego oraz Jana Očka z Vlašim, drugiego po Arnoszcie z Pardubic arcybiskupa praskiego.  Obraz ten najprawdopodobniej o charakterze wotywnym obrazuje splendor praskiego dworu, stanowi ikonograficzne pars pro toto ówczesnego Królestwa Czech, oraz oddaje hierarchię tego państwa. Prócz ówczesnego władcy świeckiego i kościelnego Czech znaleźli się adorowana przez nich Matka Boska z Dzieciątkiem oraz patroni Królestwa Czech, których kult osiągnął wówczas swoje apogeum.

## Dzieje
Jan Očko z Vlašimi pełnił funkcję arcybiskupa w latach 1364-1378. Obraz został namalowany przed rokiem 1371 najprawdopodobniej do kaplicy w wieży zamku w Roudnicy. Ten zamek pełnił od XIV wieku funkcję rezydencji arcybiskupiej. Wiadomo że 15 czerwca 1371 roku miała miejsce konsekracja zamkowej kaplicy, która otrzymała wezwanie Najświętszej Marii Panny i Świętych Wita, Wojciecha, Wacława, Zygmunta. W roku 1776 obraz został przeniesiony do opactwa w Roudnicy, następnie w 1826 przekazany w depozyt do Galerii Praskiej. Ostatecznie w 1926 roku obraz zakupiła Galeria Narodowa w Pradze. Obecnie dzieło prezentowane jest w oddziale Galerii poświęconym sztuce średniowiecza, znajdującym się w historycznym klasztorze Świętej Agnieszki, w północnej części praskiego Starego Miasta.

## Opis
Namalowany techniką tempery na desce obraz jest podzielony na dwie strefy. Pośrodku dolnej strefy ukazano w profilu Jana Očka z Vlašimi, który jako sędziwy arcybiskup zawierza się świętemu Wojciechowi. Praskiego hierarchę błogosławi stojący za jego plecami święty Wit; obaj męczennicy są patronami katedry praskiej. Za nimi stoją kolejni święci, po lewej Prokop, po prawej zaś Ludmiła.
Podobną kompozycję ma górna strefa, gdzie pośrodku tronuje Maria z Dzieciątkiem Jezus, których adorują Karol IV Luksemburski oraz jego syn Wacław IV. Błogosławią ich święci władcy, Zygmunt I Burgundzki oraz Wacław I Przemyślidzki. Maria została ukazana jako Niebiańska Królowa i Nowa Ewa, co poświadcza złoty kolor owocu jabłoni, który ofiaruje nagiemu Dzieciątku. Malarz utrwalił Jego niemowlęce zachowania, skupia swój wzrok na Marii, paluszkami lewej rączki dotyka wpółotwarte usta, lewą rączką lekko wskazuje na cesarza pogrążonego w modlitewnej i wzrokowej relacji z Matką Boską. Artysta ujmując w ten sposób Dzieciątko chciał zasugerować gest błogosławieństwa dla Karola IV, jednakże chciał jednocześnie podkreślić niemowlęce cechy małego Jezusa.
Obraz epatuje uroczystą atmosferą. Usytuowany pośrodku tron przykrywa podtrzymywana przez dwa anioły ozdobiona dekoracją ornamentalną kotara. Gesty adoracji Marii dopełniają widoczne u dołu herby Cesarstwa i Czech, ukazane w ukłonie heraldycznym. Ten wariant nie został powtórzony w tarczy herbowej arcybiskupa, którą wypełniają skwadrowane herby kapituły praskiej oraz osobiste Jana Očka z Vlašimi.
Obraz charakteryzuje się bogactwem barw i dekoracji. Przeważa kolor złoty, który oprócz tła zastosowano w bogato zdobionych insygniach: korony mają typowo gotyckie formy, zwieńczone są stylizowanymi trójliśćmi, natomiast koronę Marii wieńczą fleurony: motyw lilii heraldycznej. Gotyckie formy mają pastorał św. Wojciecha i laska opacka św. Prokopa oraz krzyż kardynalski, który podtrzymuje Jan Očko z Vlašimi. W celu wzbogacenia materii obrazu, zastosowano prócz malarstwa techniki punktowania i puncowania. Pozłacana, stylizowana dekoracja ornamentalno-roślinna stanowi ozdobę niektórych kostiumów, zestawiona jest z bielą szat cesarza i arcybiskupa i czerwienią części strojów świętych Wojciecha, Wacława oraz jego świeckiego, koronowanego imiennika. Koloryt obrazu wzbogacają dysonansowe zestawienia barw kostiumów pozostałych postaci: intensywny błękitu szat Matki Bożej, zestawiono z jasnozielonymi tonacjami podszewki, św. Zygmunt ma szaty o tonacjach różowych i bordowych, św. Wit intensywnie czerwone i ciemnobłękitne. Najskromniej prezentują się utrzymany w jasnych zieleniach płaszcz świętej  Ludmiły i jednolicie czarny habit św. Prokopa.

## Analiza
Jan Očko z Vlašimi był synem pisarza ksiąg ziemskich Jana z Kamenice i nieznanej z imienia matki. Służył jako dyplomata w służbie margrabiego morawskiego Karola, a następnie został jego doradcą. Karol IV Luksemburski wystarał się dla Jana o dyspensę od przeszkód nieprawego pochodzenia i ułomności fizycznej. Jan Očko z Vlašimi rozpoczął swe życie duchowne jako kanonik w Mělníku i Starej Boleslavi. W latach 1341–1351 był pierwszym prepozytem kapituły Wszystkich Świętych na Hradczanach, następnie nobilitowano go w 1342 na kanonika praskiej kapituły katedralnej. 17 listopada 1351 papież Urban VI na prośbę Karola IV mianował go biskupem ołomunieckim. Święcenia biskupie przyjął 13 kwietnia 1352. W 1355 towarzyszył Karolowi IV jako osobisty kanclerz w drodze do Rzymu, gdzie Luksemburczyk przyjął koronę cesarską. Po śmierci Arnoszta z Pardubic na życzenie Karola IV kapituła wybrała go na arcybiskupa praskiego. Jan Očko został dalej pełnił funkcję osobistego doradcy cesarza. W 1368 utworzył w Rzymie hospicjum dla czeskich pielgrzymów. W tym samym roku został mianowany zarządcą Królestwa Czeskiego na okres nieobecności Karola IV, który ponownie wyruszył do Rzymu. 17 listopada 1370 koronował pierwszą żonę Wacława IV Joannę Bawarską na czeską królową. 17 września 1378 otrzymał kapelusz kardynalski, będąc pierwszym w dziejach czeskiego Kościoła katolickiego duchownym obdarzonym tą godnością. 20 października 1378 ze względu na wiek i chorobę zrezygnował z urzędu arcybiskupa praskiego. Po śmierci w 1380 został pochowany w katedrze Św. Wita. Oprócz obrazu wotywnego Jan Očko z Vlašimi został ukazany m.in. na tryforiach praskiej katedry Św. Wita, pomiędzy swoim poprzednikiem Arnosztem i jego następcą Janem z Jenštejna.
Ukazany po prawicy Madonny z Dzieciątkiem Karol IV był jednym z najczęściej obrazowanych cesarzy. Jego wizerunki znalazły się w ważniejszych miejscach i dziełach związanych z tym władcą, głównie na terenie Królestwa Czech, ale również w będącej pod jego władaniem Rzeszy. Cechuje je różnorodność w sposobie obrazowania, począwszy od tzw. sakralnego portretu identyfikacyjnego gdzie w postaciom biblijnym przybierano rysy Karola IV (np. króla Dawida w witrażu kościoła Św. Marty w Norymberdze, Melchizedeka w Antyfonarzu Wyszehradzkim, bądź jednego z Trzech Króli z Pokłonu namalowanego na jednej z lunet okiennych kaplicy Św. Krzyża w zamku Karlštejn) kończywszy na przedstawieniach gdzie uwzględniano cechy fizjonomiczne władcy (m.in. w malowidłach ze scenami ofiarowania relikwii w kaplicy Mariackiej w zamku Karlštejn), opisywane również w źródłach (m.in. w kronice Mattea Villaniego z Florencji). Na obrazie wotywnym władca został ukazany w pełni cesarskiego majestatu oraz jako pomazaniec Boży. Poświadcza to wytworny ubiór, przypominający biskupi ornat i dalmetykę, włożona na głowę mitra, którą przysłania stylizowana corona clausa, od strony ideowej odwołująca się do korony Rzeszy. Niewątpliwie że twórca obrazu pragnął bardziej podkreślić bynajmniej nie cechy fizjonomiczne w dosłownym rozumieniu, lecz rysującą się na twarzy charakterystykę władcy nacechowaną cnotami takimi jak mądrość, pobożność i sprawiedliwość.
Święty Wacław urodził się około 907 r. jako syn księcia czeskiego Wratysława I  Przemyślidzkiego i pogańskiej księżniczki Drahomiry. Został wychowany przez swoją babkę św. Ludmiłę. Po śmierci ojca, mając 18 lat, objął rządy w Czechach. Starał się o rozszerzenie chrześcijaństwa, popierając misjonarzy. Zginął z rąk siepaczy nasłanych przez rodzonego brata Bolesława Okrutnego w Starym Bolesławcu 28 września 929 (lub 935) roku. Mordu miano dokonać u bram kościoła. Relikwie jego spoczywają w katedrze praskiej, której budowę sam rozpoczął. Cesarz Karol IV miał imię rodowe Wacław. Po objęciu władzy w Czechach krzewił kult św. Wacława, którego kaplicę zbudował ściśle na kanwie dawnego ołtarza znajdującego się w starszej katedrze. Kaplica ta otrzymała bogaty wystrój, w tym figurę świętego, wcześniej Karol IV sprawił relikwiarz na głowę świętego, na którą nałożył główne insygnium królestwa czeskiego, koronę Świętego Wacława. Przedstawiony został na obrazie wotywnym zarówno jako książę oraz rycerz z włócznią-chorągwią, na jej rozwianym bławacie widnieje na białym tle czarna orlica opatrzona czerwonymi językami ognia. Jest to godło Przemyślidów, będące godłem krajowym aż do XIV wieku, kiedy to ostatecznie biały wspięty lew z rozdwojonym ogonem na czerwonym tle został nowym godłem państwa czeskiego. Jako rycerz i władca został ukazany także syn Karola IV i jego następca tronu, Wacław IV.
Święty Zygmunt był władcą Burgundii panującym w latach 516-524, jednakże nie był władcą nieposzlakowanym (wdał się w intrygi swej drugiej małżonki i polecił zabić swego syna Sigeryka z pierwszego małżeństwa), choć szybko przeszedł z arianizmu na chrześcijaństwo. Swoją zbrodnie odpokutował udając się do opactwa St-Maurice-en-Valais (dziś w Szwajcarii) gdzie został mnichem i prowadził ascetyczne życie. Zbrodnia dokonana na Sigeryku miała także następstwa polityczne. O krew pierworodnego Zygmuntowicza upomniał się jego dziadek, Teodoryk Wielki. W 526 r. wypowiedział on wraz z Ostrogotami wojnę Burgundii, która miała również podłoże religijne. Zygmunt udał się na pole walki. Przegrał wojnę i został zmuszony do ucieczki wraz z żoną i dziećmi. W czasie pościgu sprzymierzony z Teodorykiem król Franków, Klodomir, pochwycił Zygmunta i wraz z rodziną uprowadził do Orleanu, gdzie ich uwięziono, a następnie zabito w Culmiers Saint-Péravy-la-Colombe wrzucając ich wszystkich do studni w 524 roku. Ciało świętego wydobyto i sprowadzono do kościoła w Agaune. W średniowieczu cieszył się kultem, m.in. sprowadzono relikwie do Płocka. W 1365 roku do grobu św. Zygmunta udał się także Karol IV, który obejmując władzę królewską w Burgundii sprowadził do Pragi relikwie. W obrazie Jana Očki królewską godność świętego Zygmunta ograniczono do korony, natomiast skromne szaty przypominają mnisi strój; odnosi się to do pokuty władcy.
Święty Wit, główny patron katedry praskiej jest męczennikiem rzymskim, który został zabity z rąk pogan w IV wieku. Od X wieku czczony w Czechach, świadectwem była pochodząca z tych czasów rotunda pod tym wezwaniem na Hradczanach. Kult odnowił Karol IV, w ramach podróży do Rzymu w 1355 roku sprowadził stamtąd jako świeżo koronowany cesarz głowę św. Wita.
Święty Wojciech będący patronem Polski, stał się także patronem państwa czeskiego jeszcze za czasów wczesnych Przemyślidów. Był drugim po Thietmarze biskupem Pragi. Po najeździe księcia Brzetysława, umieszczono na Hradczanach zabraną z Gniezna część relikwii świętego. W ramach odnowy kultu tegoż świętego Karol IV polecił wznieść jego ołtarz w katedrze praskiej, w obrębie planowanego korpusu nawowego. Został patronem nie tylko katedry praskiej, ale także czeskich biskupów i arcybiskupów, stąd nieprzypadkowo w obrazie wotywnym Jan Očko z Vlašim zwraca się z modlitwą do Sławnikowicowa.
Święty Prokop urodził się zapewne w pierwszych latach XI stulecia. Swe życie duchowne zaczął po wykształceniu się w Wyszehradzie od bycia żonatym kapłanem diecezjalnym (urodził m.in. syna Emmerama) by później, włożyć habit i zostać pustelnikiem. Wpierw był mnichem w Břevnovie, a następnie w ślad za synem Emmeramem udał się do Sazawy. Pielęgnował liturgię obrządku słowiańskiego a także sprowadził z Rusi pisane cyrylicą księgi liturgiczne.
Święta Ludmiła urodziła się ok. r. 860. Wpierw została małżonką księcia Czech Borzywoja I (zm. 894), protoplasty dynastii Przemyślidów. Została matką Spitygniewa i Wratysława oraz babcią św. Wacława, którego miała wychowywać. Jako krzewicielka chrześcijaństwa w Czechach miała swych zwolenników, ale także przeciwników opowiadających się za pogaństwem, wśród nich była wdowa po Wratysławie Drahomira ze Stodor, która w obawie przed silnymi wpływami Ludmiły miała posłać siepaczy by ją w dniu 16 września 920 lub 921 roku zabić przez uduszenie. Stąd też również na obrazie wotywnym święta ma atrybut, białą chustę na szyi. Jej wnuk, wspomniany Wacław dokonał translokacji relikwii do klasztoru Św. Jerzego na Hradczanach w Pradze.  
Czas powstania obrazu wotywnego przypada na okres świetności Królestwa Czach i Pragi, która dzięki Karolowi IV stała się politycznym, kulturalnym i artystycznym centrum Cesarstwa, aczkolwiek pozostawił po sobie wiele fundacji artystycznych poza Czechami m.in. w Akwizgranie i Norymberdze. Ważne miejsce w działalności cesarza zajmowała polityka włoska, natomiast Rzym, będący tradycyjną stolicą papieską (wówczas papieże rezydowali w Awinionie) w którym Karol IV przebywał zarówno w celach politycznych, jak religijnych (wiadomo że odbył pielgrzymkę po wszystkich sanktuariach, sprowadzając do Czech wiele relikwii). Rozbudowując Pragę cesarz pragnął ją uczynić drugim Rzymem, ale także drugim Konstantynopolem, poświadczają to liczne wpływy Bizancjum widoczne głównie w malowanych przedstawieniach Marii z Dzieciątkiem. Obraz wotywny Jana Očka z Vlašimia obrazuje nie tylko pragnienie stworzenia na wzór Rzymu Pragi jako miasta świętych, ale także głęboką świadomość historyczną, której istotne miejsce było ożywienie pamięci o Przemyślidach i związanymi z nimi zarówno rodzinnie, jak czasowo i historycznie świętymi patronami Czech, stąd też zaszczytne miejsce w  kulcie zajmują prócz władcy, świętego Wacława, święci Wojciech, Prokop i Ludmiła. Wezwanie kaplicy w arcybiskupim zamku w Roudnicy jest lustrzanym odbiciem wezwania katedry praskiej. Ponadto w dekoracji rzeźbiarskiej znajdującej się na zewnątrz pod oknami prezbiterium (tzw. górne tryforia) przedstawiono nie tylko wszystkich świętych ukazanych na obrazie wotywnym, lecz także Cyryla i Metodego.
Niewykluczone że autorem obrazu jest anonimowy malarz ściśle związany z nie tylko z dworem cesarza Karola IV, lecz także z działającym wówczas głównym, nadwornym malarzem Luksemburga, Mistrzem Teodorykiem znanym z kilkudziesięciu popiersiowych wizerunków świętych zdobiących kaplicę Świętego Krzyża w zamku Karlštejn pod Pragą.